# 菲律宾朴树
菲律宾朴树（学名：Celtis philippensis）为榆科朴属下的一个种。

## 扩展阅读
- 維基物種上的相關：菲律宾朴树